# Myeik, Myanmar

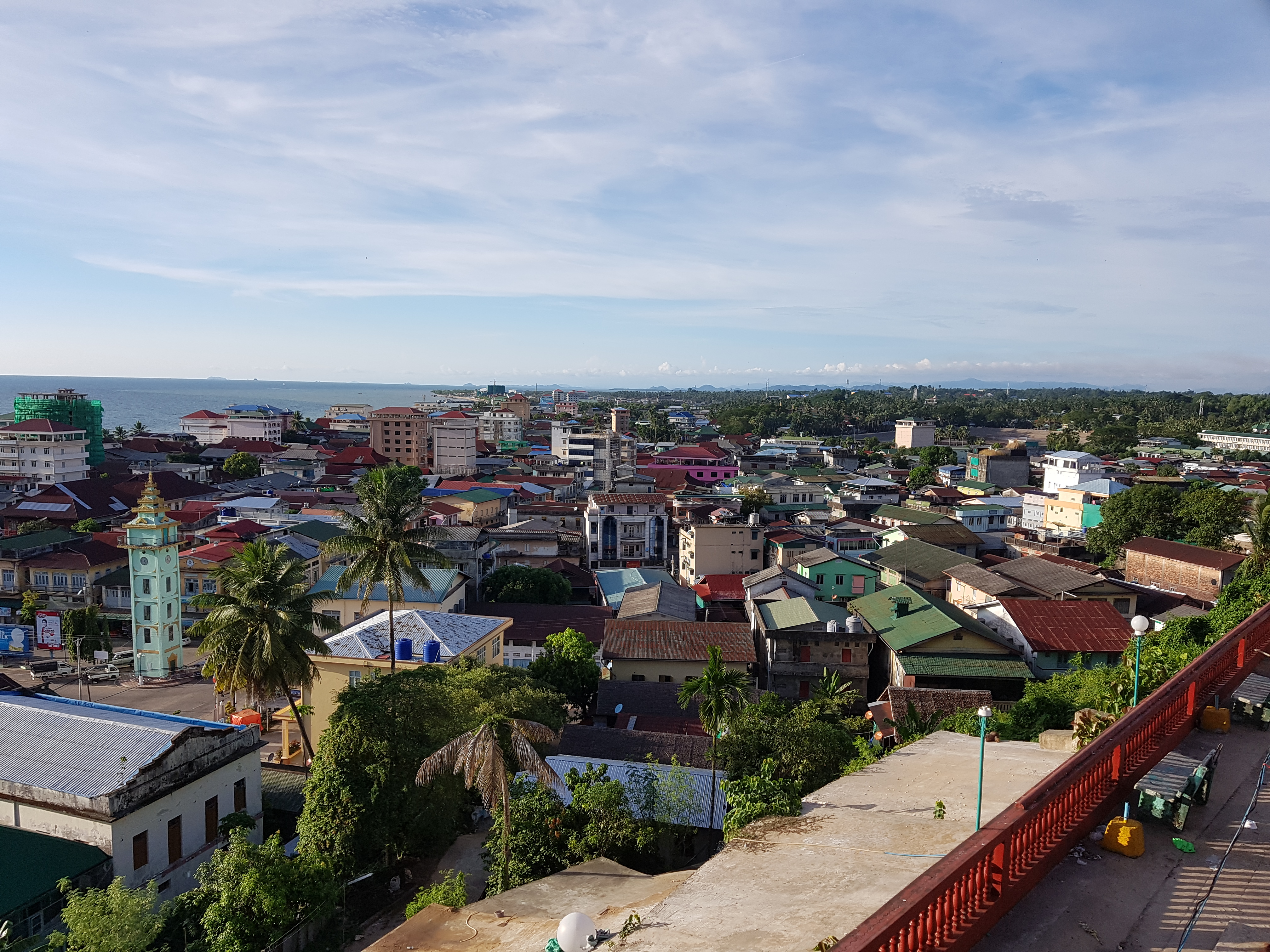
Myeik, Myanmar

Myeik (tiếng Miến Điện: မြိတ် မြို့; MLCTS: mrit mrui, IPA: [mjeiʔ mjo̰] hoặc [beiʔ mjo̰]; Mon:. ဗိက်, [pòik]; cũng Mergui) là một thành phố ở vùng Tanintharyi ở Myanmar. nằm ở cực phía nam của đất nước trên bờ biển của một hòn đảo bên biển Andaman. Đến năm 2010, thành phố có dân số ước tính là hơn 209.000 người. Các khu vực nội địa từ thành phố là một hành lang buôn lậu lớn vào Thái Lan.

## Lịch sử
Myeik là một phần cực nam của đế quốc Pagan giữa thế kỷ 11 và 13. Sau khi sự sụp đổ của đế quốc Pagan trong 1287, Myeik trở thành một phần của vương quốc Xiêm La kế tiếp (đầu tiên là vương quốc Sukhothai, và sau đó là vương quốc Ayutthaya) từ cuối thế kỷ 13 đến giữa thế kỷ 18 (trừ giữa 1564 và 1593 khi người Miến Điện tạm thời lấy lại quyền kiểm soát).
Từ thế kỷ thứ 16, thành phố là một cảng biển quan trọng và trung tâm thương mại với châu Âu, những người đổ bộ tại Myeik (sau đó được gọi là Mergui), đi lên thượng nguồn Tanintharyi (Tenasserim) và sau đó băng qua ngọn núi để đến Ayutthaya. Viên sĩ quan Pháp Chevalier de Beauregard đã được làm Thống đốc thành phố Mergui sau khi cuộc nổi dậy chống lại quân Anh tại đây vào tháng 7 năm 1687. De Beauregard được bổ nhiệm làm Thống đốc bởi vua Xiêm Narai, để thay thế một người Anh, Samuel White. Người Pháp đã bị trục xuất khỏi Mergui sau Xiêm cuộc cách mạng 1688.
Miến Điện chiếm Myeik năm 1765 trong một phần của một cuộc xâm lược cuối cùng sẽ lật đổ vương quốc Ayutthaya vào năm 1767. Năm 1826, Miến Điện nhượng lại khu vực để người Anh sau khi chiến tranh Anh-Miến Điện thứ nhất (1824-1826).

## Kinh tế
Dân thành phố Myeik làm nghề ngư nghiệp, sản xuất cao su và dừa, sản xuất tôm lên men, thu hoạch yến sào và nuôi trai ngọc. Mergui là một cửa ngõ vào 800 hải đảo của quần đảo Mergui phát triển thương mại du lịch. Du lịch trong khu vực bị hạn chế du lịch trên biển như ở đất dựa trên hiện không tồn tại trên các đảo. Điều này sẽ giúp khu vực rất hấp dẫn như du lịch tác động thấp, duy trì vẻ đẹp tự nhiên của khu vực.